# 591
591 (DXCI) var ett normalår som började en måndag i den julianska kalendern.

## Händelser

### Okänt datum
- Agilulf blir langobardernas konung. Hans gemål är den katolska Theodelinda. Monza blir residens vid sidan av Pavia.

## Födda
- Gundeberga, langobardisk drottning.
- Li Xiaogong, kinesisk prins och general.
- Su Dingfang, kinesisk general.

## Avlidna
- Peter av Callinicum, syrisk-ortodox patriark av Antiochia.